# Our Boys
Our Boys (en hebreu: הנערים‎; àrab: فتیان, Fatyān; en català Els nostres xiquets) és una minisèrie de televisió estatunidenca-israeliana creada per Hagai Levi, Joseph Cedar i Tawfik Abu-Wael.
La sèrie, de deu capítols, es va estrenar el 12 d'agost de 2019 a la cadena HBO.

## Argument

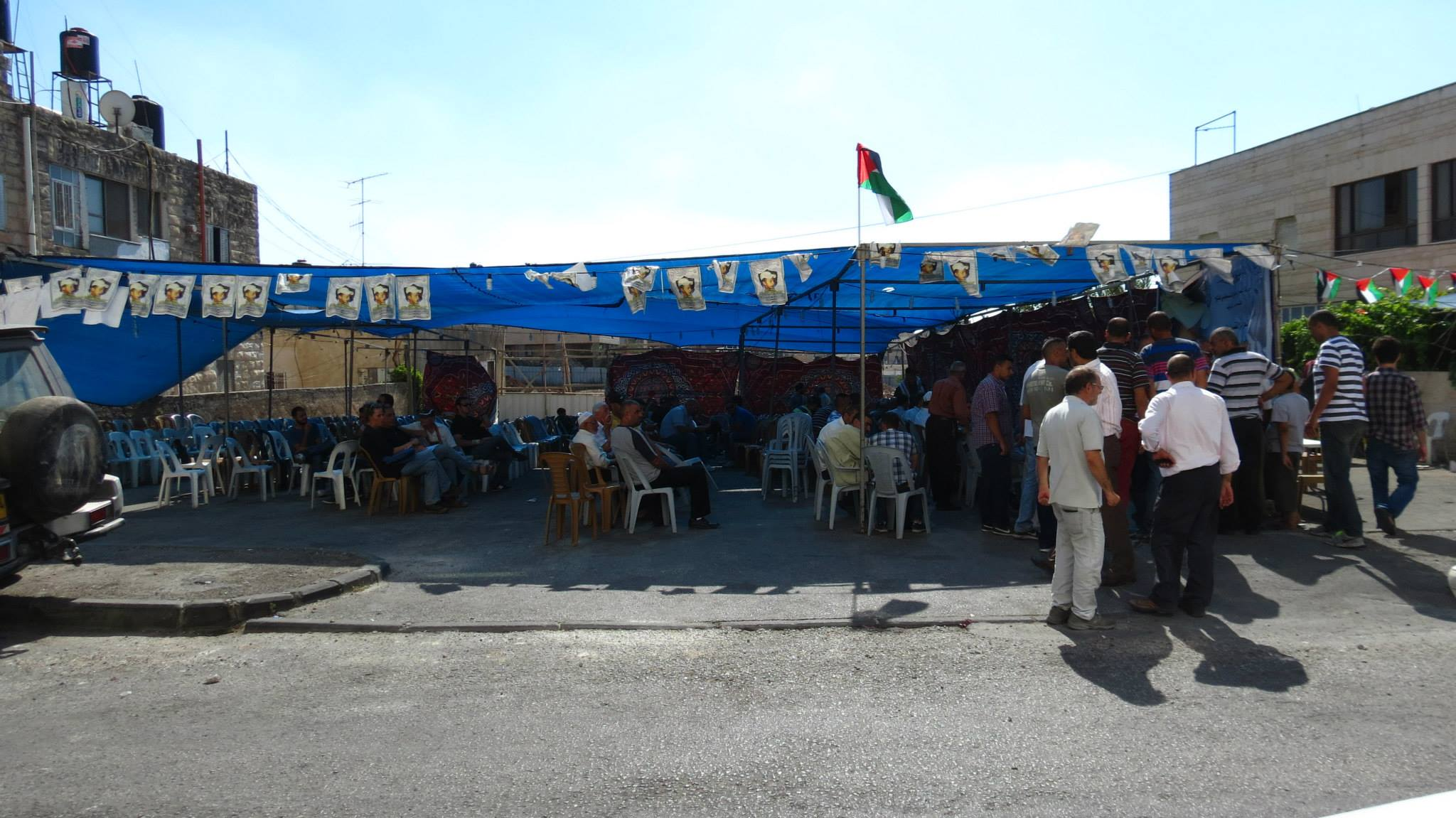
Tenda funerària de Muhamed Abu Khdeir

La sèrie, basada en fets reals, comença amb el segrest i assassinat de tres adolescents israelians per part de milicians del grup terrorista palestí Hamàs. Aquest fet porta a que es produeixi un acte de venjança que consisteix en el segrest i del xiquet palestí Mohammed Abu Khdeir (Masarweh). Tres jueus duen a terme l'atac, un adult i tres nebots adolescents. A més del dol de la família de les víctimes, la sèrie segueix la investigació policial de l'assassinat de Khdeir i la tensió que sorgeix entre les comunitats jueva i àrab després de la tragèdia.

## Protagonistes
- Shlomi Elkabetz és Simon[6]
- Jony Arbid és Hussein Abu Khdeir[6]
- Adam Gabay és Avishay Elbaz[6]
- Or Ben-Melech és Yosef Haim Ben-David[6]
- Ruba Blal Asfour és Suha Abu Khdeir[6]
- Eyal Shikartzi és Yinon Edri[6]
- Lior Ashkenazi és State Attorney deputy Uri Korb[6]
- Jacob Cohen és Rabbi Shalom Ben-David[6]
- Ram Masarweh és Mohammed Abu Khdeir[7]

## Episodis
| Núm. | Títol                                       | Direcció                                    | Guió                                                         | Data d'emissió original |
| ---- | ------------------------------------------- | ------------------------------------------- | ------------------------------------------------------------ | ----------------------- |
| 1    | «Chapter 1: Out of the Depth, I Cry to You» | Joseph Cedar & Tawfik Abu-Wael              | Joseph Cedar & Tawfik Abu-Wael                               | 12 d'agost de 2019      |
| 2    | «Chapter 2: I Love Toto»                    | Tawfik Abu-Wael & Joseph Cedar              | Joseph Cedar & Tawfik Abu-Wael & Noah Stollman               | 12 d'agost de 2019      |
| 3    | «Chapter 3: Two Packs of Red Next»          | Joseph Cedar & Tawfik Abu-Wael              | Joseph Cedar & Tawfik Abu-Wael & Hagai Levi                  | 19 d'agost de 2019      |
| 4    | «Chapter 4: The Dawn Martyr»                | Joseph Cedar & Tawfik Abu-Wael & Hagai Levi | Shuki Ben Naim & Hagai Levi & Tawfik Abu-Wael                | 26 d'agost de 2019      |
| 5    | «Chapter 5: Shabbat Shalom»                 | Joseph Cedar & Tawfik Abu-Wael              | Shuki Ben Naim & Joseph Cedar & Hagai Levi & Tawfik Abu-Wael | 2 de setembre de 2019   |
| 6    | «Chapter 6: Acceptance of Silence»          | Joseph Cedar & Hagai Levi & Tawfik Abu-Wael | Hagai Levi & Shuki Ben Naim & Tawfik Abu-Wael                | 9 de setembre de 2019   |
| 7    | «Chapter 7: Judging by its End»             | Joseph Cedar                                | Yair Hizmi & Hagai Levi                                      | 16 de setembre de 2019  |
| 8    | «Chapter 8: Defendants 2 and 3»             | Joseph Cedar & Tawfik Abu-Wael & Hagai Levi | Hagai Levi & Yair Hizmi & Tawfik Abu-Wael                    | 23 de setembre de 2019  |
| 9    | «Chapter 9: The Perfumer and the Tanner»    | Joseph Cedar & Tawfik Abu-Wael              | Hagai Levi & Shuki Ben Naim & Tawfik Abu-Wael                | 30 de setembre de 2019  |
| 10   | «Chapter 10: A Shaft Into a Dark Tunnel»    | Joseph Cedar & Tawfik Abu-Wael & Hagai Levi | Hagai Levi & Tawfik Abu-Wael                                 | 7 d'octubre de 2019     |

## Producció
L'octubre de 2016 es va fer públic que la cadena HBO estava preparant una sèrie sobre l'assassinat dels joves israelians de 2014, coproduïda amb Keshet International
La sèrie va ser filmada a Israel i dirigida per l'israelià Joseph Cedar.

## Recepció per part del públic
A Rotten Tomatoes, pàgina web americana que recull crítiques de films i programes de televisió, la sèrie té una qualificació d'aprovació del 92% amb una puntuació mitjana de 7 sobre 10, basada en 12 ressenyes. El consens és que la sèrie explora una tragèdia real amb gràcia i compassió. A Metacritic, una altra pàgina web similar, té una puntuació mitjana ponderada de 79 sobre 100 basada en vuit crítiques.
120 famílies israelianes van enviar una carta a HBO protestant per la sèrie, per considerar que passen per alt l'assassinat de tres joves israelians,, i que hi ha una diferència sistèmica entre l'acceptació i tractament del terrorisme entre israelians i palestins. Demanaven a HBO que el terrorisme palestí és molt més prevalent que el jueu. HBO va declinar complir aquesta demanda.

## Controvèrsies
El tema conflictiu que toca la sèrie va remoure emocions als Territoris Palestins i va rebre reaccions contràries a Israel. La història de l'adolescent, Muhammad Abu Khdeir, assassinat el 2014, va retornar records dolorosos dels palestins i la seva família. La mare d'Abu Khdeir, Suha, va dir que la sèrie la va portar de nou el dia que el seu fill va ser segrestat. «Tant de bo pogués entrar a la pantalla i agafar-me amb el meu fill», va dir. D'altra banda, els crítics van argumentar que la sèrie va esvaint la realitat i danyant la imatge d'Israel. Yair Netanyahu, el fill de Binyamín Netanyahu, va escriure a Twitter, «La sèrie explica al món sencer com els israelians i els jueus són assassins cruels i sanguinaris, i com els palestins són oprimits».
El primer ministre Binyamín Netanyahu va titllar la sèrie d'"antisemita" i va fer una crida a boicotar el canal 12 israelià, coproductor de la sèrie. La seva crítica a la sèrie va anar acompanyada d'altres crítiques cap a la cadena després que Netanyahu intentés aturar el seu departament d'informació de publicar citacions filtrades d'una investigació sobre la seva presumpta corrupció aquell mateix dia.